# Maxwell Musembi
Maxwell Musembi (* 1973) ist ein ehemaliger kenianischer Marathonläufer.
2000 wurde er mit seiner persönlichen Bestzeit von 2:12:16 h Zweiter beim Nagano-Marathon und Sechster beim Hokkaidō-Marathon. 2001 siegte er in Nagano, 2002 wurde er dort erneut Zweiter.